# Ehrenbürger Europas
Ehrenbürger Europas ist eine Auszeichnung, die von den europäischen Staats- und Regierungschefs im Europäischen Rat für besondere Verdienste um die Gestaltung, Zusammenarbeit und Erweiterung der Europäischen Union verliehen wird. Die Verleihung erfolgt nicht in einem zeitlichen Turnus. Bisher wurde sie an drei Personen verliehen.

## Preisträger

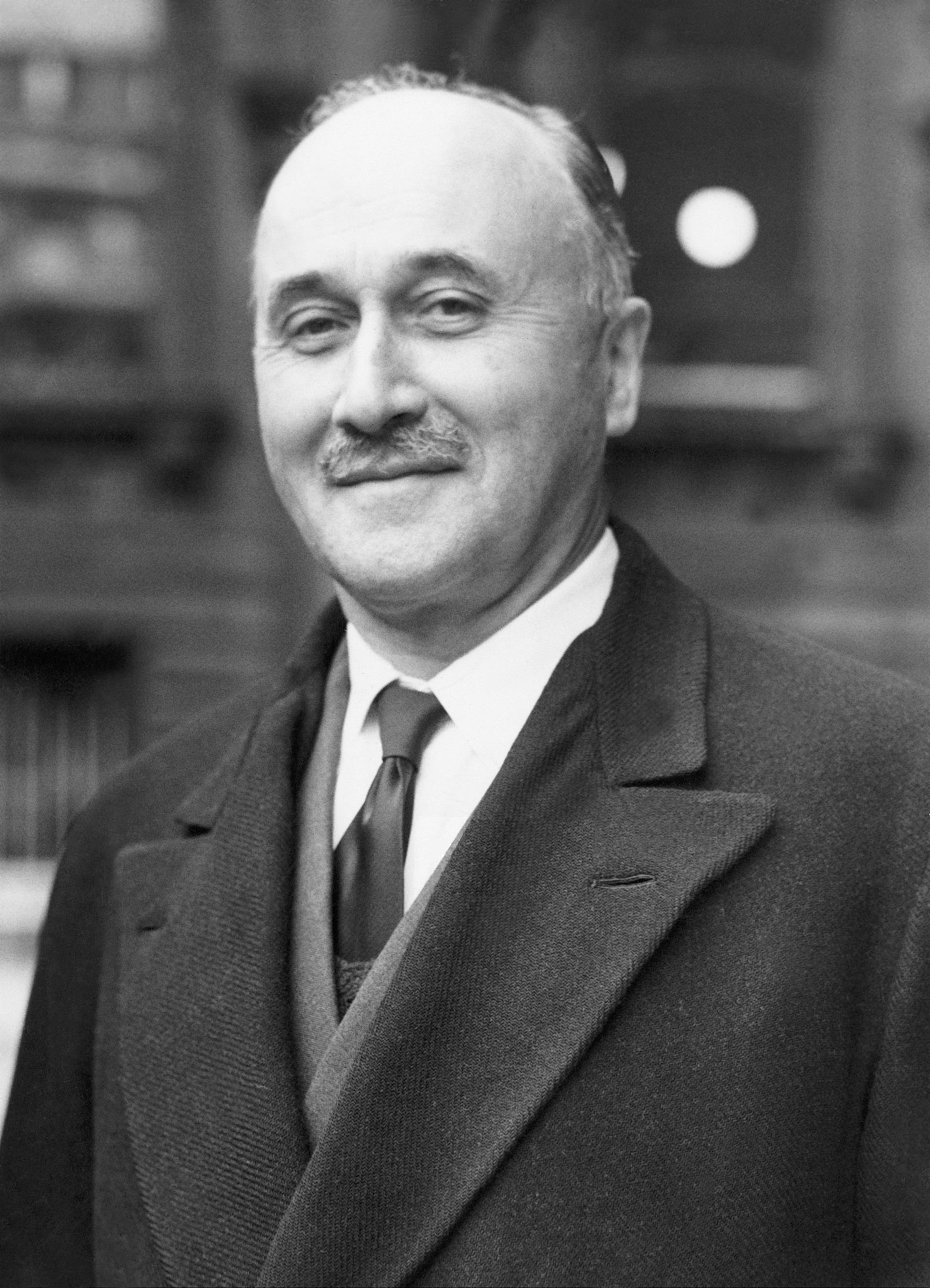
Jean Monnet
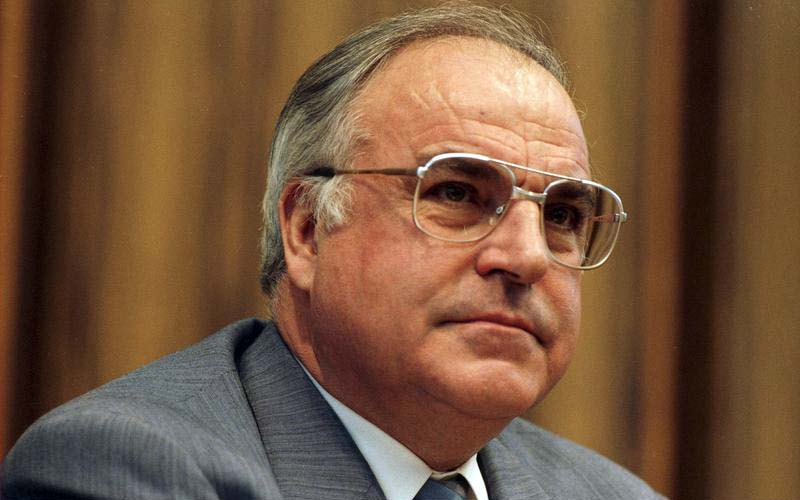
Helmut Kohl
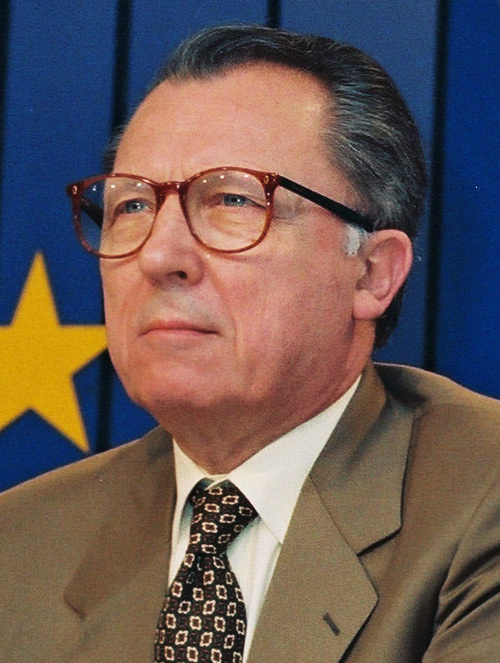
Jacques Delors

Jean Monnet
(* 9. November 1888 in Cognac; † 16. März 1979 in Bazoches-sur-Guyonne)
Urheber des Schuman-Plans, ehemaliger Präsident der Hohen Behörde der Montanunion (EGKS) von 1952 bis 1955, Mitbegründer und Vorsitzender des Aktionskomitees für die Vereinigten Staaten von Europa (ACUSE) 1955–1975
Verleihung 2. April 1976
Helmut Kohl
(* 3. April 1930 in Ludwigshafen am Rhein; † 16. Juni 2017 ebenda)
Bundeskanzler der Bundesrepublik Deutschland 1982–1998
Verleihung 11. Dezember 1998
Jacques Delors
(* 20. Juli 1925 in Paris; † 27. Dezember 2023 ebenda)
Präsident der Europäischen Kommission 1985–1994
Verleihung 26. Juni 2015
- Jean Monnet
- Helmut Kohl
- Jacques Delors